# Gudihithalu, Sagar
Gudihithalu là một làng thuộc tehsil Sagar, huyện Shimoga, bang Karnataka, Ấn Độ.